# Líncora (Camporramiro)
Líncora es una aldea española situada en la parroquia de Camporramiro, del municipio de Chantada, en la provincia de Lugo, Galicia.

## Demografía
| Gráfica de evolución demográfica de Líncora entre 2000 y 2019 |
|                                                               |
| Datos según el nomenclátor publicado por el INE.              |